# Deparia longipes
Deparia longipes là một loài dương xỉ trong họ Athyriaceae. Loài này được Shinohara mô tả khoa học đầu tiên năm 2006.
Danh pháp khoa học của loài này chưa được làm sáng tỏ. 